# Ratka
Ratka (hongrois : Rátkapuszta) est un village de Slovaquie situé dans la région de Banská Bystrica.

## Histoire
La première mention écrite du village date de 1955.

## Démographie

### Évolution de la population
| Année:               | 1994. | 2004.   | 2014.   | 2024.    |
| -------------------- | ----- | ------- | ------- | -------- |
| Nombre de personnes: | 337   | 316     | 313     | 347      |
| Différence:          |       | -6,23 % | -0,94 % | +10,86 % |

| Année:               | 2023. | 2024.   |
| -------------------- | ----- | ------- |
| Nombre de personnes: | 345   | 347     |
| Différence:          |       | +0,57 % |